# Thyrahöhe 15, 15a, 15b

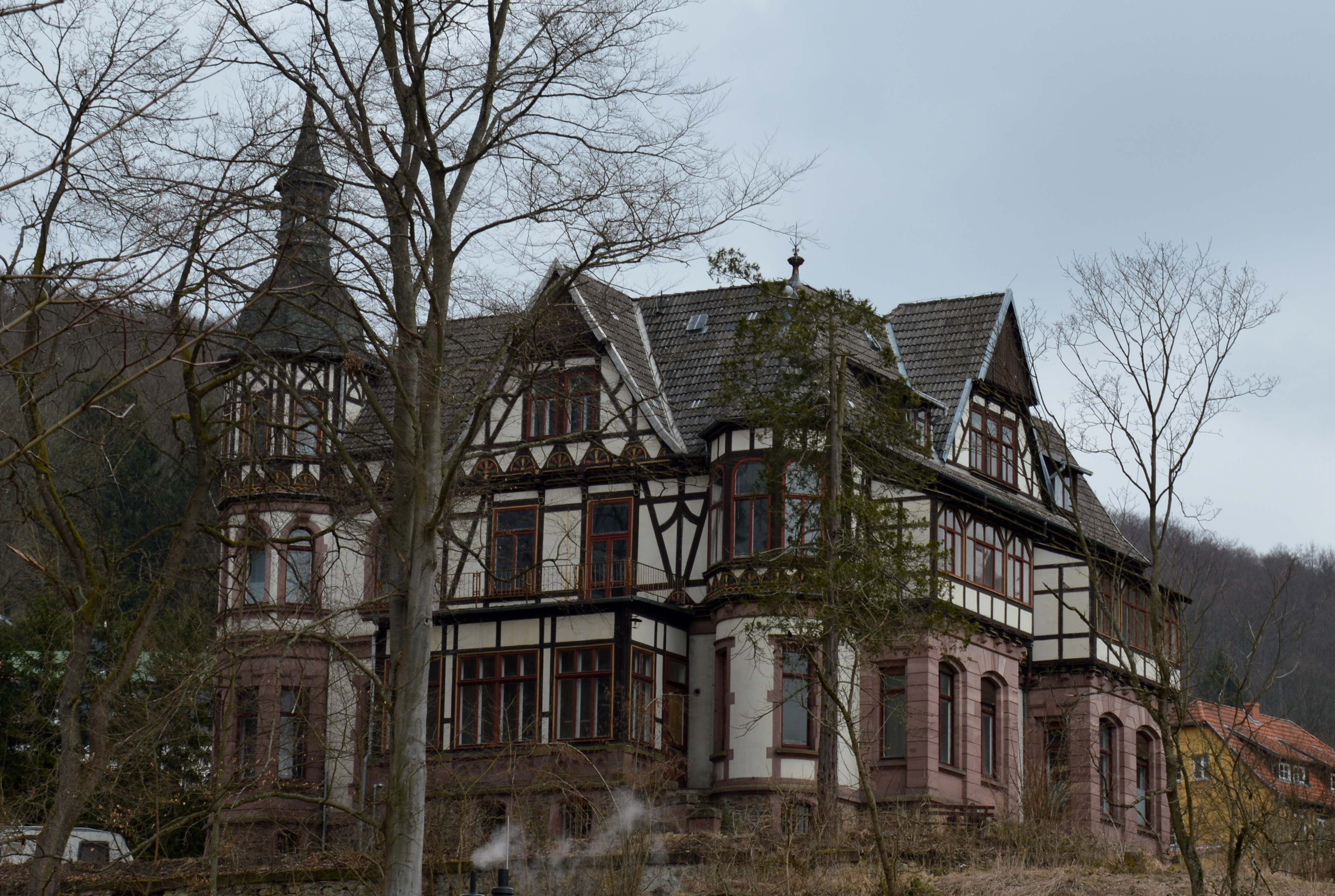
Villa Thyrahöhe 15, 15a, 15b, Blick von Südwesten von der Straße Thyratal

Das Haus Thyrahöhe 15, 15a, 15b ist eine denkmalgeschützte Villa in Stolberg (Harz) in der Gemeinde Südharz in Sachsen-Anhalt.

## Lage
Es befindet sich an der südwestlichen Ecke der sich an der südöstlichen Seite Stolbergs erhebende Thyrahöhe.

## Architektur und Geschichte
Die Villa entstand von 1900 bis 1904 als letzter Villenbau der im späten 19. Jahrhundert als Stadterweiterung bebauten Thyrahöhe. Sie wurde im Auftrag des Inhabers des Unternehmens Büssing & Co. als Hochzeitsgeschenk für seine Tochter gebaut und wurde von einem Park im Stil englischer Landschaftsparks mit gewundenen Wegen und einem Gartenteich umgeben. Die herrschaftlich wirkende Villa gilt als architektonisch aufwendigster Bau des Viertels. Sie soll malerisch wirken und ist bewusst asymmetrisch angelegt. Das Erdgeschoss ist in massiver Bauweise ausgeführt, während die oberen Geschosse als Fachwerkbau entstanden. Der Eingangsbereich ist repräsentativ gestaltet und verfügt über eine große Halle samt Treppenhaus.
Zur Villa gehörte eine Remise und zwei weitere Nebenbauten.
1922 wurde die Villa zum christlichen Erholungsheim der Inneren Mission. Diese Nutzung dauerte bis 1955 an. Es erfolgte dann ein Umbau zum Krankenhaus. Die Bauarbeiten hierzu wurden durch Bernhard Kindler aus Sangerhausen durchgeführt. Die Nebengebäude wurden bereits 1953 zu einer Oberarztwohnung und Wohnräumen für Schwestern umgebaut. Der alte Baumbestand des Parks wurde später mit jüngeren Koniferen ergänzt.
Im örtlichen Denkmalverzeichnis ist die Villa seit dem 6. Dezember 2000 unter der Erfassungsnummer 094 30465 als Baudenkmal verzeichnet. Die Villa gilt als kulturell-künstlerisch, geschichtlich sowie städtebaulich bedeutsam.